# Solidago canadensis
La verga d'oro del Canada (nome scientifico Solidago canadensis L., 1753) è una specie di pianta angiosperma dicotiledone della famiglia delle Asteraceae (sottofamiglia Asteroideae, tribù Astereae (North American lineage) e sottotribù Solidagininae).

## Etimologia
L'etimologia del nome generico (Solidago) è controversa, ma in ogni caso fa riferimento alle proprietà medicamentose di varie specie di questo genere, e potrebbe derivare dal latino solido il cui significato è “consolidare, rinforzare” e quindi anche “guarire del tutto”. L'epiteto specifico (canadensis) si riferisce probabilmente alla zona d'origine della specie.
Il binomio scientifico attualmente accettato (Solidago canadensis) è stato proposto da Carl von Linné (1707 – 1778) biologo e scrittore svedese, considerato il padre della moderna classificazione scientifica degli organismi viventi, nella pubblicazione ”Species Plantarum” del 1753.

## Descrizione

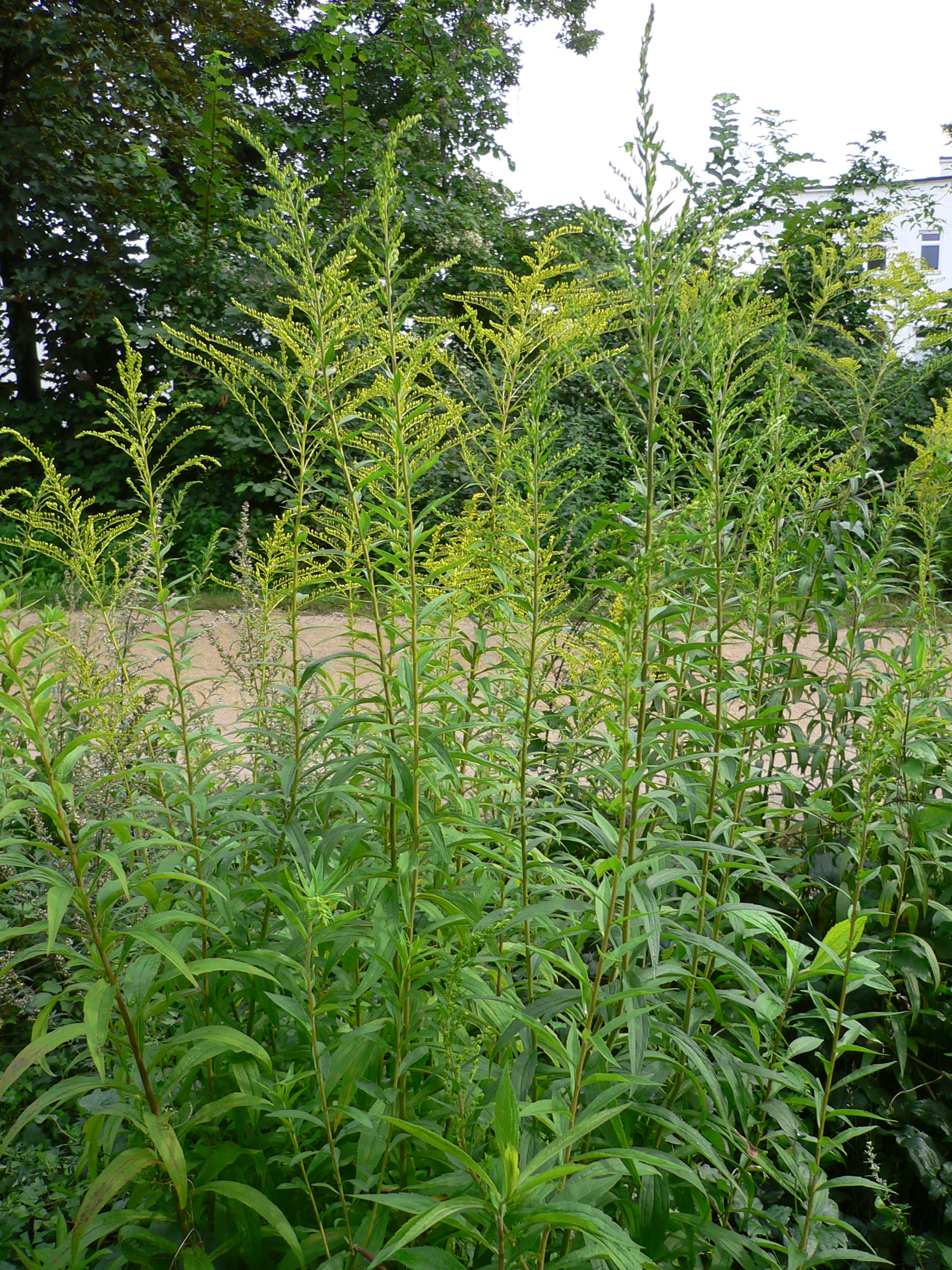
Il portamento

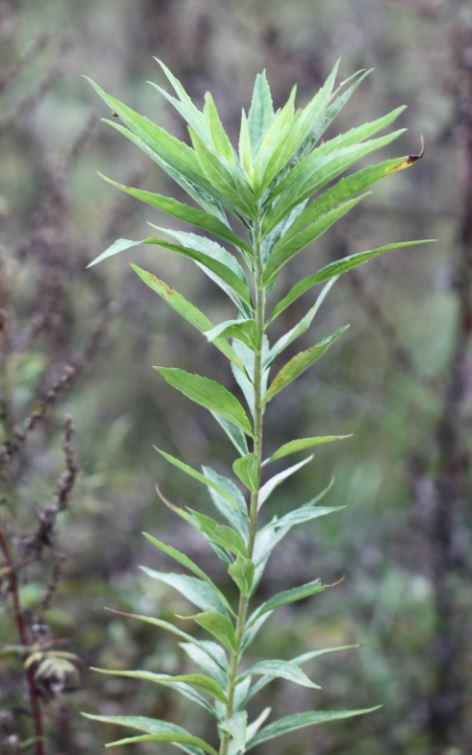
Le foglie

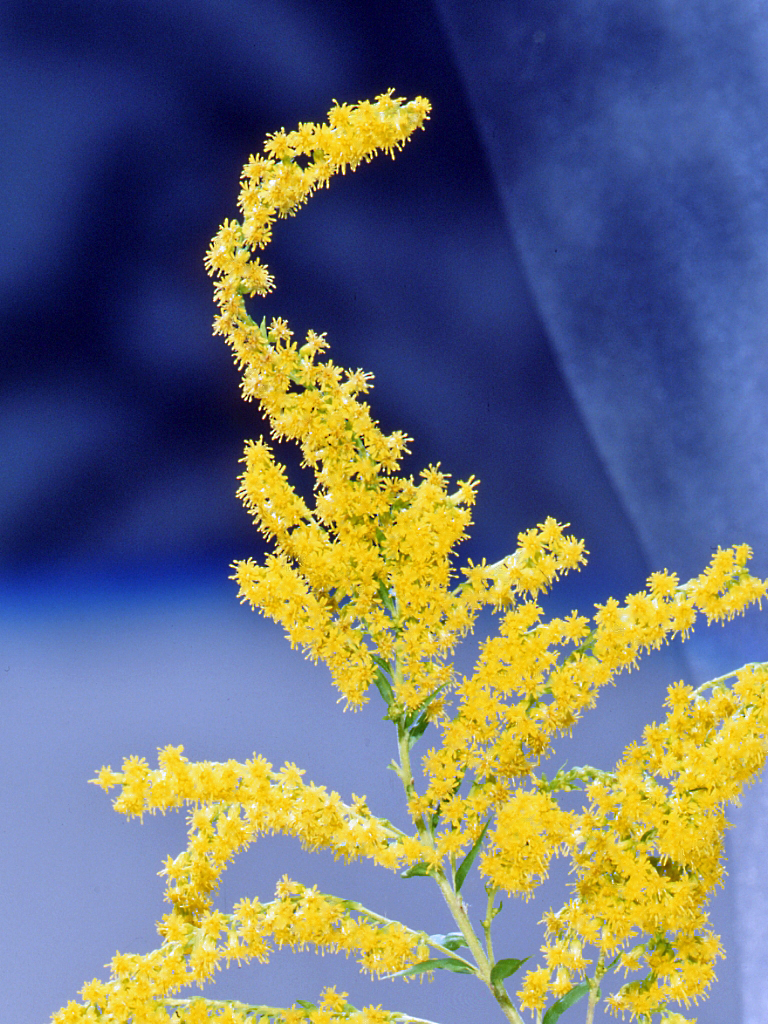
Infiorescenza

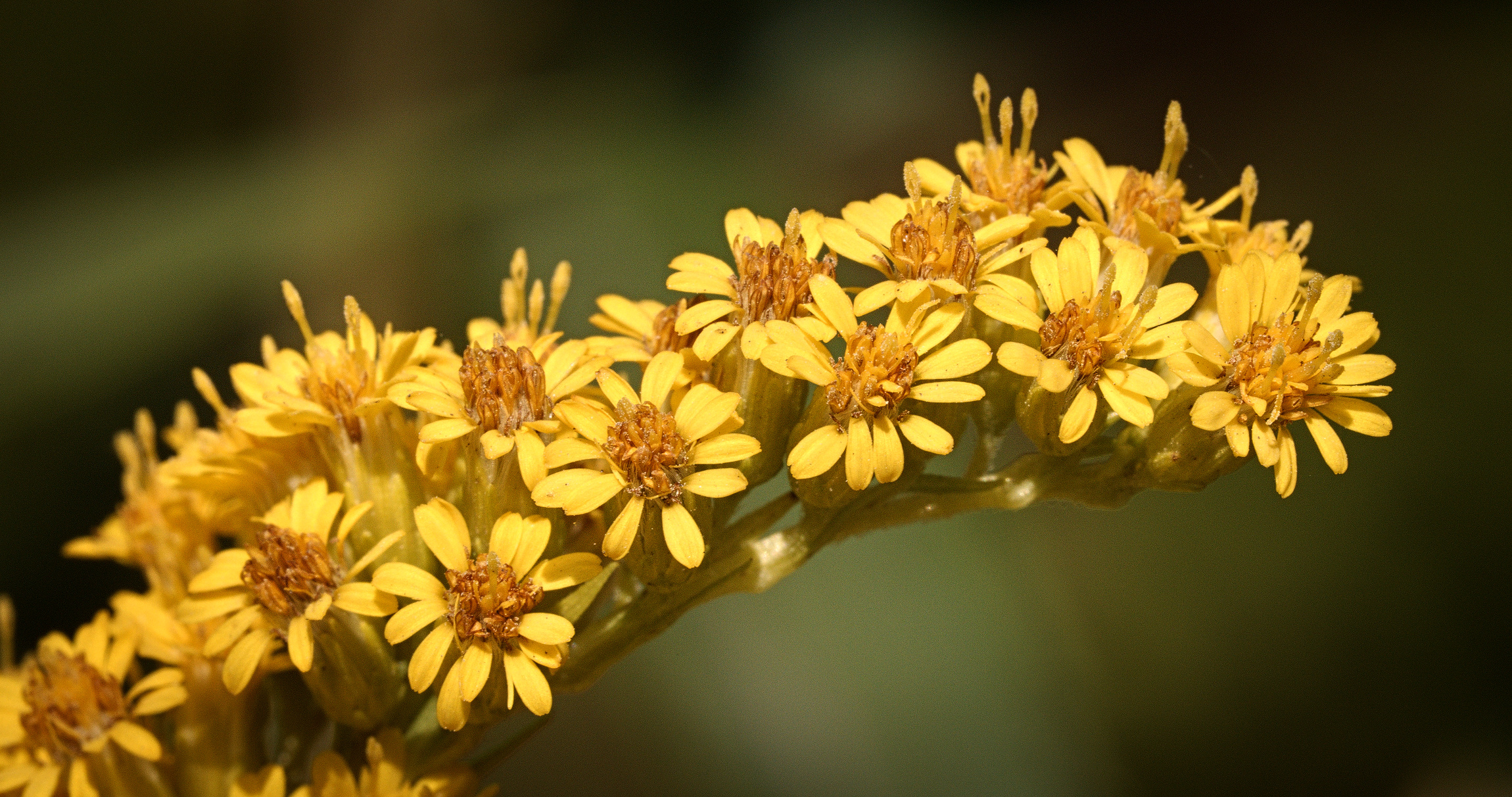
I fiori

Portamento. La specie di questa voce ha un habitus di tipo erbaceo perenne. La forma biologica prevalente è emicriptofita scaposa (H scap), ossia sono piante erbacee perenni con gemme svernanti al livello del suolo e protette dalla lettiera o dalla neve e dotate di un asse fiorale più o meno eretto.
Radici. Le radici sono secondarie da rizoma. 
Fusto. Altezza media: 5 – 18 dm (massimo 20 dm).
- Parte ipogea: la parte sotterranea del fusto consiste in un rizoma strisciante (breve o lungo).
- Parte epigea: la parte aerea del fusto, rispetto alla specie più comune di questo genere (Solidago virgaurea), è più alta e pelosa (vellutata in alto verso l'infiorescenza) con portamento eretto. Ogni pianta produce da 10 a 20 gambi.

Foglie. In questa specie non sono presenti foglie radicali. La disposizione delle foglie cauline lungo il fusto è alterna e sono picciolate. Hanno una forma lanceolato-lineare (anche quelle inferiori) con apice acuto e bordi seghettati (8-10 denti per lato). La lamina è tri-nervia. Le foglie superiori sono progressivamente più piccole, più sottili e con margini interi. Dimensione delle foglie: larghezza 2 –3 cm; lunghezza 7 – 15 cm.
Infiorescenza. Le sinflorescenze sono composte da racemi unilaterali formati ognuno da numerosi capolini peduncolati (da 150 a oltre 1000), eretti e disposti su rami arcuati e più o meno corimbosi. Le infiorescenze vere e proprie sono composte da un capolino terminale peduncolato di tipo radiato. I capolini sono formati da un involucro, con forme da cilindriche a campanulate o turbinate, composto da diverse brattee, al cui interno un ricettacolo fa da base ai fiori di due tipi: fiori del raggio e fiori del disco (in totale non più di 20 fiori). Le brattee, con forme oblunghe o campanulato-ristrette, diseguali fra di loro, a consistenza fogliacea, con margini scariosi, con superficie glabra, pelosa o ghiandolosa, sono disposte in modo più o meno embricato e scalato su 3 - 4 serie. Il ricettacolo è nudo ossia senza pagliette a protezione della base dei fiori; la forma è convessa. Lunghezza del peduncolo: 2 – 4 mm. Dimensione dei capolini: 3 – 6 mm. Dimensioni dell'involucro: larghezza 1,5 mm: lunghezza 3 mm.
Fiori.  I fiori sono tetra-ciclici (formati cioè da 4 verticilli: calice – corolla – androceo – gineceo) e pentameri (calice e corolla formati da 5 elementi). Si distinguono in:
- fiori del raggio (esterni): sono femminili e sono disposti su una serie; la forma è ligulata (zigomorfa);
- fiori del disco (centrali): sono più numerosi con forme brevemente tubulose (attinomorfe); sono ermafroditi.

- Formula fiorale:

*/x K {\displaystyle \infty }, [C (5), A (5)], G 2 (infero), achenio
- Calice: i sepali del calice sono ridotti ad una coroncina di squame.

- Corolla: lunghezza dei fiori ligulati: 4 mm; lunghezza dei fiori tubulosi: 3 – 4 mm;
  - fiori del raggio: la forma della corolla alla base è più o meno tubulosa-imbutiforme, mentre all'apice è ligulata (la ligula è allargata) e può terminare con alcuni denti (o lacinie) appena visibili; i colori delle corolle sono gialli;
  - fiori del disco: la forma è tubulare bruscamente divaricata in 5 lobi; i lobi, patenti, hanno una forma più o meno lanceolata; il colore è giallo o giallastro.

- Androceo: l'androceo è formato da 5 stami sorretti da filamenti generalmente liberi; gli stami sono connati e formano un manicotto circondante lo stilo; le teche (produttrici del polline) alla base sono troncate e sono lievemente auricolate (molto raramente sono speronate o hanno una coda); le appendici apicali delle antere hanno delle forme piatte e lanceolate; il tessuto endoteciale (rivestimento interno dell'antera) è quasi sempre polarizzato (con due superfici distinte: una verso l'esterno e una verso l'interno). Il polline è sferico con un diametro medio di circa 25 micron;  è tricolporato (con tre aperture sia di tipo a fessura che tipo isodiametrica o poro) ed è echinato (con punte sporgenti).[10][15]

- Gineceo: l'ovario è infero uniloculare formato da 2 carpelli.[6] Lo stilo (il recettore del polline) è profondamente bifido (con due stigmi divergenti) e con le linee stigmatiche marginali separate.[16] I due bracci dello stilo hanno una forma più o meno lanceolata, acuta o ottusa e possono essere papillosi o ricoperti da ciuffi di peli. Lo stilo è di tipo filiforme e scanalato nei fiori esterni, mentre è breve e conico nei fiori tubulosi più interni. Nei fiori di tipo tubuloso lo stilo sporge di 2 mm.

- Antesi: da luglio a settembre.

Frutti. I frutti sono degli acheni con pappo; dimensione degli acheni: 1 – 1,5 mm; dimensione del pappo: 1,8 – 2,2 mm;
- achenio: gli acheni, con forme affusolate, da strettamente obconiche a cilindriche, a volte alquanto compresse, con le estremità assottigliate e superficie glabra o strigosa, hanno 5 - 10 nervature longitudinali;
- pappo: il pappo è formato da una serie di 25 - 45 setole barbate persistenti (raramente le serie sono due).

## Biologia
Impollinazione: tramite insetti (impollinazione entomogama tramite farfalle diurne e notturne).

Riproduzione: la fecondazione avviene fondamentalmente tramite l'impollinazione dei fiori.  In questa pianta quando le condizioni ambientali sono sfavorevoli è possibile anche la propagazione clonale.

Dispersione: i semi cadono a terra e vengono dispersi soprattutto da insetti come formiche (disseminazione mirmecoria). Un altro tipo di dispersione è zoocoria: gli uncini delle brattee dell'involucro (se presenti) si agganciano ai peli degli animali di passaggio che portano così i semi anche su lunghe distanze. Inoltre per merito del pappo il vento può trasportare i semi anche per alcuni chilometri (disseminazione anemocora).

## Distribuzione e habitat

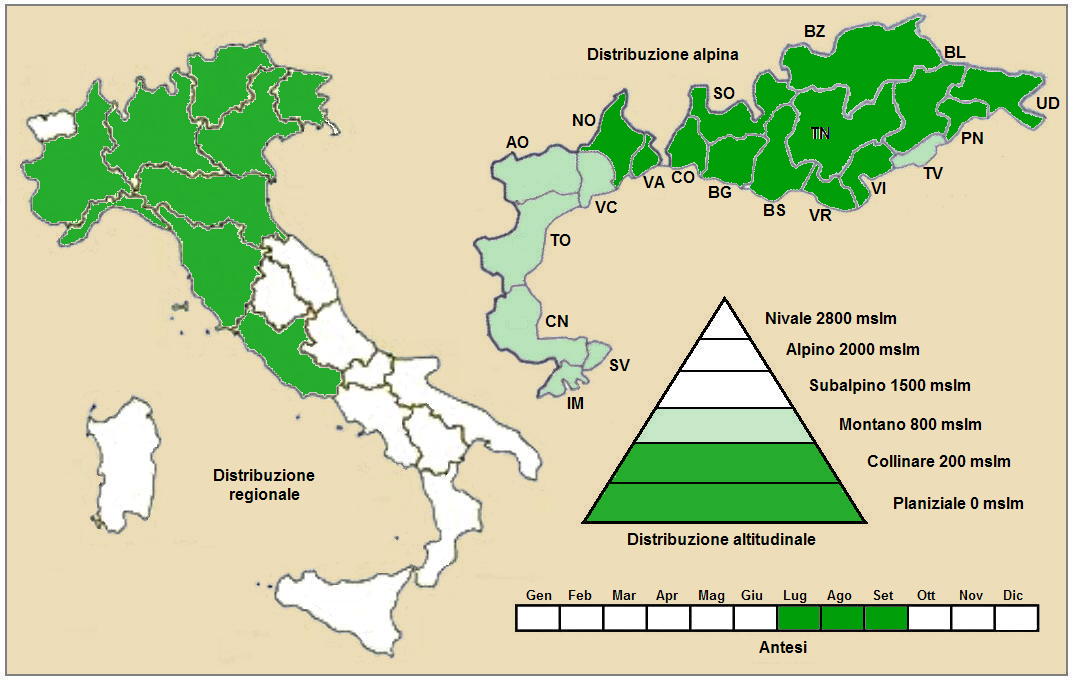
Distribuzione della pianta (Distribuzione regionale – Distribuzione alpina)

Geoelemento: il tipo corologico (area di origine) è Nordamericano (ossia importata dal Nord America e quindi naturalizzata).
Distribuzione:  in Italia questa “solidago“ è coltivata come ornamentale e naturalizzata in gran parte dell'Italia settentrionale. Si trova comunemente sull'arco alpino (un po' meno nella zona occidentale) sia nella parte italiana che oltre confine (a parte qualche dipartimento francese più meridionale come Alpes-de-Haute-Provence, Hautes-Alpes, Alpes-Maritimes e Drôme). Sugli altri rilievi europei si trova ovunque a parte le Alpi Dinariche e i Monti Balcani. È molto comune nel Nord America (area d'origine).
Habitat:  l'habitat tipico sono le paludi, i boschi igrofili, gli incolti umidi, le sponde e argini; ma anche gli ambienti ruderali, i bordi delle strade e le aree abbandonate. Il substrato preferito è sia calcareo che siliceo con pH neutro e medi valori nutrizionali del terreno che deve essere mediamente umido. In alcune zone (Nord America) è considerata pianta infestante per la facilità di propagazione e per la difficoltà di estirpare i rizomi.
Distribuzione altitudinale:  sui rilievi queste piante si possono trovare fino a 800 m s.l.m.; frequentano quindi i seguenti piani vegetazionali: collinare e in parte quello montano (oltre a quello planiziale – del piano). 

## Fitosociologia

### Areale alpino
Dal punto di vista fitosociologico alpino la specie di questa voce appartiene alla seguente comunità vegetale:
Formazione: delle comunità perenni nitrofile
Classe: Artemisietea vulgaris

### Areale italiano
Per l'areale completo italiano questa specie appartiene alla seguente comunità vegetale:
Macrotipologia: vegetazione erbacea sinantropica, ruderale e megaforbieti
Classe: Artemisietea-vulgaris Lohmeyer, Preising & Tüxen ex Von Rochow, 1951
Ordine: Onopordetalia-acanthii Br.-Bl. & Tüxen ex Klika in Klika & Hadač, 1944
Alleanza: Dauco carotae-Melilotion albi Gors, 1966
Descrizione. L'alleanza Dauco carotae-Melilotion albi è relativa alle comunità ruderali nitrofile di specie erbacee con cicli biologici bienni e perenni su suoli aridi e poveri di nutrienti con elevato contenuto di ghiaia e detriti. Questa alleanza è distribuita nell’Europa centrale da cui si è in seguito diffusa tramite mezzi antropogenici (strade, ferrovie e spostamenti umani).
Specie presenti nell'associazione: Oenothera biennis, Reseda lutea, Cichorium intybus, Cirsium arvense, Verbascum densiflorum, Verbascum nigrum, Achillea millefolium, Artemisia vulgaris, Elytrigia repens, Pastinaca sativa subsp. urens, Reseda lutea, Melilotus albus, Melilotus officinalis, Linaria vulgaris, Medicago sativa, Erigeron annuus, Erysimum hieracifolium, Saponaria officinalis, Solidago canadensis, Crepis rhoeadifolia e Crepis setosa.

## Sistematica
La famiglia di appartenenza di questa voce (Asteraceae o Compositae, nomen conservandum) probabilmente originaria del Sud America, è la più numerosa del mondo vegetale, comprende oltre 23.000 specie distribuite su 1.535 generi, oppure 22.750 specie e 1.530 generi secondo altre fonti (una delle checklist più aggiornata elenca fino a 1.679 generi). La famiglia attualmente (2021) è divisa in 16 sottofamiglie; la sottofamiglia Asteroideae è una di queste e rappresenta l'evoluzione più recente di tutta la famiglia.
Il genere (essendo abbastanza numeroso) è suddiviso in varie sezioni. La specie di questa voce è inserita tradizionalmente, dal botanico toscano Adriano Fiori, nella sezione UNILATERALES con riferimento alla disposizione dei capolini lungo i rami dell'infiorescenza.

### Filogenesi
La tribù Astereae (una delle 21 tribù della sottofamiglia Asteroideae) comprende circa 40 sottotribù. In base alle ultime ricerche nella tribù sono stati individuati (provvisoriamente) 5 principali lignaggi. Il genere  Solidago (insieme alla sottotribù Solidagininae ) è incluso nel lignaggio "North American lineage". La sottotribù attualmente è divisa in 6 gruppi informali. Il genere di questa voce appartiene al "Solidago group".
Recenti studi di tipo filogenetico propongono una suddivisione del genere in quattro sottogeneri e varie sezioni e serie. La specie di questa voce ha la seguente collocazione tassonomica:
- Solidago subg. Pleiactila Raf  (sinflorescenze secondarie coniche, corimbiformi o grappoli ascellari).
  - Solidago sect. Unilaterales D. Don  (le foglie inferiore hanno due venature laterali più grandi).
    - Solidago subsect. Triplinerviae (Torr. & Gray) Nesom (la rosetta basale è più o meno assente; la superficie degli steli distali si presentano da poco a densamente strigosa-villosa).
      - Solidago ser. Canadensae Semple & J.B. Beck (i fusti inferiori sono glabri o scarsamente pubescenti; le foglie del fusto inferiore sono senescenti e deiscenti, ossia non persistenti; le rosette basali sono assenti).

I caratteri distintivi della specie  S. canadensis sono:
- le sinflorescenze sono formate da rami arcuati e corimbosi;
- il fusto è pubescente (vellutato soprattutto in alto);
- l'involucro è cilindrico ed è lungo 3 mm;
- i capolini sono lunghi 3 - 6 mm con orientazione unilaterale;
- i fiori ligulati e quelli tubulosi sono più o meno lunghi uguali.

Il numero cromosomico di S. canadensis è: 2n = 18..

### Variabilità
Per questa specie sono riconosciute le seguenti sottospecie:
- Solidago canadensis var. canadensis
- Solidago canadensis var. hargeri Fernald, 1915
- Solidago canadensis var. scabra (Muhl. ex Willd.) Torr. & A.Gray, 1842

### Sinonimi
Sono elencati alcuni sinonimi per questa entità:
- Aster canadensis (L.) Kuntze
- Doria canadensis  (L.) Lunell
- Solidago glabra subsp. canadensis  (L.) Bonnier

### Specie simili
In Italia allo stato spontaneo si trovano solamente due altre specie di Solidago oltre alla Verga d'oro del Canada. Si distinguono per i seguenti caratteri:
- Solidago virgaurea L. - Verga d'oro comune: è più bassa, l'infiorescenza è più raccolta e i capolini sono più grandi e in numero minore.
- Solidago gigantea Aiton - Verga d'oro maggiore: l'infiorescenza è più “aperta” e le foglie sono più dentellate.

## Usi

### Farmacia
Secondo la medicina popolare la Verga d'oro del Canada ha le seguenti proprietà medicamentose:

- analgesica (attenua il dolore);
- antisettica (proprietà di impedire o rallentare lo sviluppo dei microbi);
- astringente (limita la secrezione dei liquidi);
- emostatica  (blocca la fuoriuscita del sangue in caso di emorragia);
- febbrifuga (abbassa la temperatura corporea);

La radice inoltre come impacco può essere impiegata contro le ustioni. Un tè fatto dai fiori può essere utilizzato nel trattamento della diarrea e della febbre. 

### Cucina
In alcune zone le foglie della Verga d'oro del Canada vengono considerate commestibili; anche i semi possono essere usati eventualmente in tempo di carestia.
La solidago è una pianta mellifera ed è bottinata dalle api, ciò consente di ricavare una buona quantità di miele anche monoflorale.

### Giardinaggio
Questa specie in Italia è prevalentemente impiegata nel giardinaggio. Con le sue dimensioni e le copiose infiorescenze terminali riesce a decorare in modo vistoso vaste aree dei giardini.